# روشنایی داره میاد
«روشنایی داره میاد» (به انگلیسی: The Light Is Coming) ترانه‌ای از خواننده آمریکایی آریانا گرانده با همراهی آوازهای رپ‌خوان آمریکایی نیکی میناژ است. هردو هنرمند این ترانه را با تهیه‌کننده آن، فارل ویلیامز نوشتند. این ترانه در ۲۰ ژوئن ۲۰۱۸ به‌عنوان اولین تک‌آهنگ تبلیغاتی برای چهارمین آلبوم استودیویی گرانده، شیرین‌کننده (۲۰۱۸) منتشر شد. این قطعه در رتبه ۹۵ در جدول فروش موسیقی ۱۰۰ آهنگ داغ بیلبورد ایالات متحده شروع به کار کرد و در رتبه ۸۹ به اوج خود رسید. همچنین در یونان و نیوزیلند به ۱۰ رتبه برتر رسید و در ژاپن در رتبه ۱۲ قرار گرفت.

## موزیک ویدئو
علی‌رغم اینکه این ترانه به عنوان تک‌آهنگ رسمی منتشر نشده بود، اولین بار موزیک ویدئو این ترانه در دوازده ساعت پس از انتشار، از طریق وب سایت رسمی ریباک پخش شد. این ویدئو توسط دیو میرز کارگردانی شده‌است. او همچنین تک‌آهنگ «اشکی برای گریه کردن نمانده» را خودش کارگردانی کرده‌است.

## جدول‌ها
| جدول (۲۰۱۸)                              | اوج موقعیت |
| ---------------------------------------- | ---------- |
| استرالیا (ARIA)                          | ۶۰         |
| کانادا (۱۰۰ تک‌آهنگ داغ کانادا)           | ۶۳         |
| فرانسه (اس‌ان‌ئی‌پی)                        | ۷۰         |
| Greece Digital Songs (Billboard)         | ۲          |
| ۲۴                                       |            |
| ایرلند (IRMA)                            | ۷۶         |
| Japan Hot Overseas (Billboard)           | ۱۲         |
| ۸۱                                       |            |
| نیوزیلند Heatseekers (Recorded Music NZ) | ۲          |
| ۷                                        |            |
| اسکاتلند (اوسی‌سی)                        | ۲۲         |
| تک‌آهنگ‌های بریتانیا (اوسی‌سی)              | ۵۷         |
| بیلبورد هات ۱۰۰ ایالات متحده             | ۸۹         |

## تاریخچه انتشار
| منطقه | زمان         | فرمت                     | ناشر            | منا. |
| ----- | ------------ | ------------------------ | --------------- | ---- |
| جهانی | ۲۰ ژوئن ۲۰۱۸ | دانلود دیجیتال استریمینگ | ریپابلیک رکوردز |      |